# Hyposmocoma erismatias
Hyposmocoma erismatias là một loài bướm đêm thuộc họ Cosmopterigidae. Nó là loài đặc hữu của Oahu. Loài địa phương ở Nuuanu.
Ấu trùng ăn Euphorbia species. The larvae are stem borers.